# New Concept English
New Concept English – komplet podręczników do nauki języka angielskiego dla cudzoziemców autorstwa Louisa G. Alexandra wydany w roku 1967 przez wydawnictwo Longman. Obejmował zbiór czterech podręczników do nauki języka będących zintegrowanym kursem na wszystkich poziomach zaawansowania. Był przełomowym momentem w dydaktyce języków obcych dla cudzoziemców. W Polsce ukazał się wydany wspólnie przez Longmana i Państwowe Wydawnictwo Naukowe i był pierwszym podręcznikiem zagranicznym powszechnie dostępnym w Polsce. Tom czwarty został ocenzurowany; wycięto tekst G. Orwella.
Podręcznik różnił się od dotychczasowych konsekwencją metodyczną, wyrażoną zasadą: Najpierw wysłuchać, później powiedzieć. najpierw powiedzieć, później przeczytać. Najpierw przeczytać, później napisać. Zasadę tę złamano dopiero w latach siedemdziesiątych.

## Tytuły części
- First Things First (podstawy na początek)
- Practice and Progress (ćwiczenie i postęp)
- Developing Skills (rozwijanie umiejętności)
- Fluency in English (biegłość po angielsku)